# Мяйле Лукшиене
Мяйлуте Юлия Лукшиене-Матьошайтите (на литовски: Meilutė Julija Lukšienė-Matjošaitytė (родена на 20 август 1913 г. във Виена, Австрия, починала на 16 октомври 2009 г. във Вилнюс, Литва) е литовска специалистка по литературознание и история на образованието, професорка в университета Витовт Велики в Каунас.

## Биография
От 1924 до 1931 г. Лукшиене учи в гимназията Витовт във Вилнюс и от 1931 до 1938 г. следва литовскоистика в университета Витовт Велики в Каунас. През 1973 г. завършва докторантура по педагогика. От 1951 до 1958 г. води катедрата по литовска литература към Вилнюския университет и от 1959 до 1997 г. е научен работник в института по педагогика. 

## Частична библиография
- Jono Biliūno kūryba, monografija, 1956
- Lietuvos švietimo istorijos bruožai XIX a. I pusėje, 1970
- Demokratinė ugdymo mintis XVIII a. II p. – XIX a. I pusė, 1985
- Jungtys, 2000

## Отличия
- Pirmasis Švetimo ir mokslo ministerijos Garbės ženklas
- 1994: Орден на литовския велик херцог Гедиминас, 5-а категория
- 2003: Орден Витаутас Велики за работата ѝ за литовското образование (Komandoro didysis kryžius)
- 2004: Медал Йохан-Амос-Корнелиус на ЮНЕСКО